# عناصر المجموعة التاسعة
| المجموعة | 9      |
| الدورة   |        |
| 4        | 27 Co  |
| 5        | 45 Rh  |
| 6        | 77 Ir  |
| 7        | 109 Mt |
|          |        |

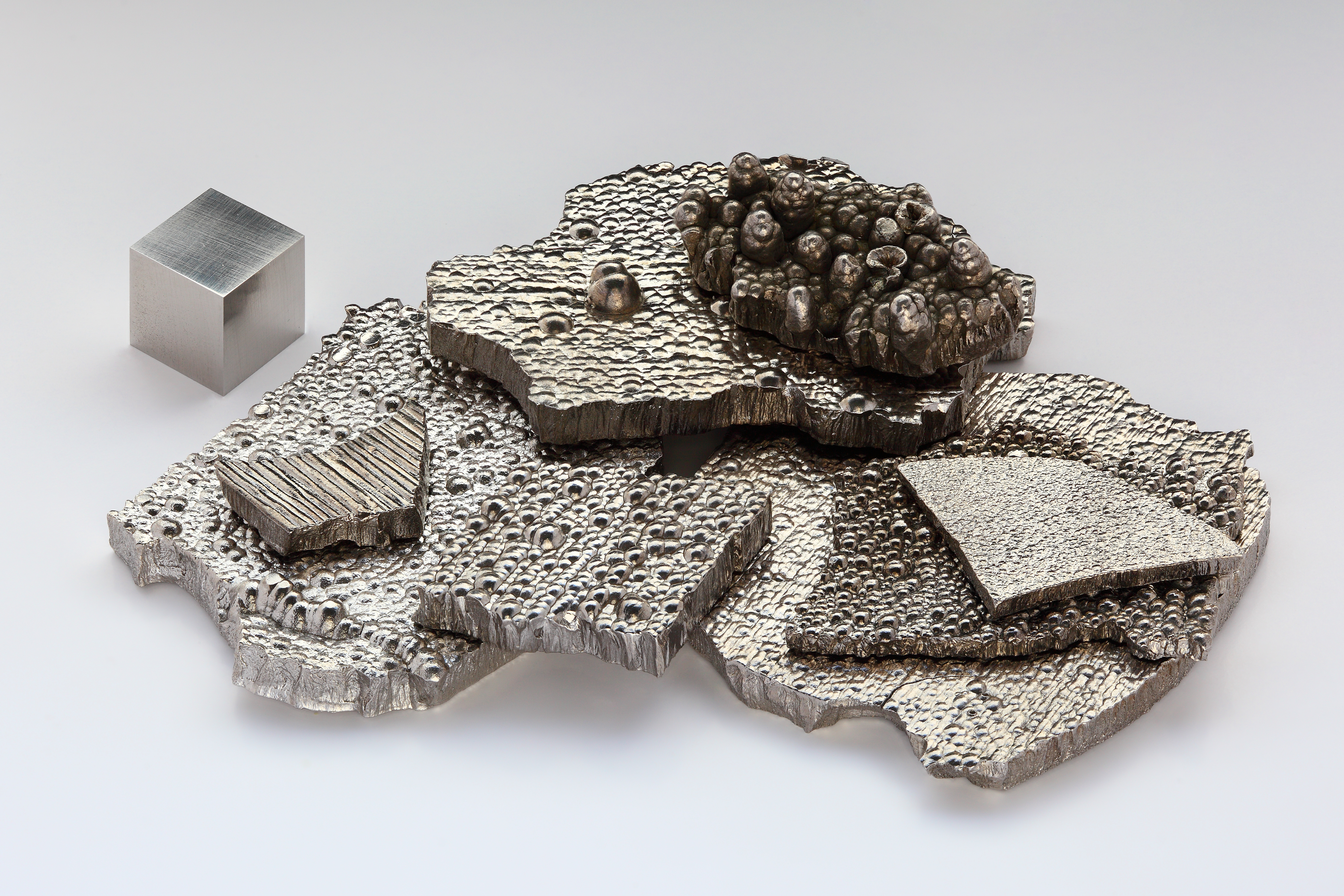

عناصر المجموعة التاسعة هي العناصر الموجودة بالجدول الدوري للعناصر في المجموعة التاسعة (طبقا لشكل الاتحاد الدولي للكيمياء البحتة والتطبيقية) وهي:
- كوبالت (27)
- روديوم (45)
- إريديوم (77)
- مايتنريوم (109)

تفسير الألوان للجدول الموجود على اليسار: 
فلزات انتقالية

تفسير ألوان الرقم الذري: في درجة الحرارة العادية; اللون الأحمر يوضح العناصر التي يتم تصنيعها ولا توجد في الطبيعة.